# São Félix do Coribe
São Félix do Coribe è un comune del Brasile nello Stato di Bahia, parte della mesoregione dell'Extremo Oeste Baiano e della microregione di Santa Maria da Vitória.